# SMS Nassau
SMS Nassau là chiếc thiết giáp hạm dreadnought đầu tiên được chế tạo cho Hải quân Đế quốc Đức, một hành động đáp trả lại việc hạ thủy thiết giáp hạm HMS Dreadnought của Hải quân Hoàng gia Anh vào năm 1906. Nassau được đặt lườn vào ngày 22 tháng 7 năm 1907 tại xưởng tàu Kaiserliche Werft ở Wilhelmshaven, và được hạ thủy không đầy một năm sau đó, vào ngày 7 tháng 3 năm 1908, khoảng 25 tháng sau khi chiếc Dreadnought được hạ thủy. Nó là chiếc dẫn đầu cho lớp của nó gồm bốn chiếc, vốn còn bao gồm Westfalen, Rheinland và Posen.
Nassau đã phục vụ tại Bắc Hải vào lúc mở màn Chiến tranh Thế giới thứ nhất trong thành phần Đội II thuộc Hải đội Thiết giáp I của Hạm đội Biển khơi Đức. Vào tháng 8 năm 1915, nó tham gia Trận chiến vịnh Riga, nơi nó đụng độ với thiết giáp hạm Slava của Nga. Sau khi quay trở lại Bắc Hải, Nassau và các tàu chị em tham gia Trận Jutland vào ngày 31 tháng 5–1 tháng 6 năm 1916, trong đó nó đã va chạm với tàu khu trục Anh Spitfire. Nassau chịu đựng tổn thất tổng cộng 11 người thiệt mạng và 16 người khác bị thương trong trận chiến này.
Sau khi kết thúc Thế Chiến I, phần lớn Hạm đội Biển khơi bị chiếm giữ tại Scapa Flow. Nằm trong số những chiếc dreadnought cũ nhất của Đức, Nassau được phép ở lại các cảng Đức. Sau vụ Đánh đắm Hạm đội Đức tại Scapa Flow, nó cùng với ba con tàu chị em được giao cho những nước thắng trận thay thế cho những chiếc bi đánh chìm. Nassau được chuyển cho Nhật Bản vào tháng 4 năm 1920. Không cần đến con tàu, Nhật đã bán nó cho một hãng tàu Anh để tháo dỡ nó tại Dordrecht, Hà Lan.

## Thiết kế và chế tạo
Nassau được đặt hàng dưới cái tên tạm thời Ersatz Bayern, như là chiếc nhằm thay thế cho chiếc tàu frigate bọc thép Bayern thuộc lớp Sachsen. Nó được đặt lườn vào ngày 22 tháng 7 năm 1907 tại xưởng tàu Kaiserliche Werft ở Wilhelmshaven với số hiệu chế tạo 30. Công việc chế tạo được giữ bí mật tuyệt đối; binh lính được phân công bảo vệ cho chính xưởng đóng tàu cũng như cho các nhà thầu cung cấp vật liệu chế tạo, ví dụ như hãng Krupp. Con tàu được hạ thủy vào ngày 7 tháng 3 năm 1908; việc trang bị được hoàn tất vào cuối tháng 9 năm 1909. Nó được đưa ra hoạt động cùng Hạm đội Biển khơi Đức vào ngày 1 tháng 10 năm 1909. HMS Dreadnought, con tàu đã thúc đẩy việc chế tạo Nassau, được hạ thủy vào ngày 2 tháng 2 năm 1906, khoảng 25 tháng trước chiếc Nassau. Con tàu đã làm tiêu tốn cho Hải quân Đức hết 37.399.000 Mark vàng.

Sơ đồ của lớp Nassau, trình bày cách sắp xếp dàn pháo chính

Nassau có chiều dài 146,1 m (479 ft), mạn thuyền rộng 26,9 m (88 ft) và độ sâu của mớn nước là 8,9 m (29 ft). Nó có trọng lượng choán nước tiêu chuẩn 18.570 t (18.277 tấn Anh), và lên đến 21.000 t (20.668 tấn Anh) khi đầy tải, cùng 16 ngăn kín nước. Nassau giữ lại loại động cơ hơi nước ba buồng bành trướng đặt dọc đã lạc hậu công suất 22.000 mã lực thay vì áp dụng kiểu động cơ turbine hơi nước tiên tiến hơn. Loại động lực này đã được chọn theo yêu cầu của cả Đô đốc Alfred von Tirpitz lẫn Bộ phận Thiết kế Hải quân; cơ quan này vào năm 1905 đã khẳng định "bản thân việc sử dụng động cơ turbine cho tàu chiến hạng nặng không được khuyến cáo."
Nassau mang theo mười hai khẩu pháo 28 xentimét (11 in) SK L/45 phân bố trên sáu tháp pháo theo một hình lục giác khá bất thường. Dàn pháo hạng hai bao gồm mười hai khẩu pháo SK 15 cm (5,9 in) L/45 và mười sáu khẩu pháo SK 8,8 cm (3,5 in) L/45 gắn trên các tháp pháo ụ. Con tàu cũng được trang bị sáu ống phóng ngư lôi chìm 45 cm (18 in); một ống trước mũi, một ống khác phía đuôi, và hai ống bên mỗi mạn tàu về phía cuối vách ngăn chống ngư lôi.

## Lịch sử hoạt động

### Trận chiến vịnh Riga
Vào tháng 8 năm 1915, Hải quân Đức tìm cách quét sạch vịnh Riga do Nga chiếm giữ, tạo điều kiện cho Lục quân Đức chiếm Riga. Kế hoạch của Đức dự định đánh đuổi hoặc tiêu diệt lực lượng Hải quân Nga trong vịnh, bao gồm chiếc thiết giáp hạm tiền-dreadnought Slava cùng một số pháo hạm và tàu khu trục. Lực lượng Hải quân Đức cũng sẽ rải một loạt các bãi mìn ở lối ra vào phía Bắc của vịnh để ngăn lực lượng hải quân Nga tăng cường tiến vào khu vực. Hạm đội được tập trung để tấn công bao gồm Nassau và ba tàu chị em với nó, bốn chiếc lớp Helgoland cùng các tàu chiến-tuần dương Von der Tann, Moltke và Seydlitz, hoạt động dưới quyền chỉ huy chung của Phó Đô đốc Franz von Hipper. Tám chiếc thiết giáp hạm làm nhiệm vụ hỗ trợ cho lực lượng đối đầu cùng chi hạm đội Nga. Nỗ lực đầu tiên vào ngày 8 tháng 8 đã không thành công, vì đã mất quá lâu để dọn sạch các bãi mìn Nga nhằm cho phép Deutschland rải bãi mìn của chính nó.
Vào ngày 16 tháng 8, một nỗ lực thứ hai được thực hiện nhằm tìm cách xâm nhập vào vịnh: Nassau và Posen cùng với bốn tàu tuần dương hạng nhẹ và 31 tàu phóng lôi đã vượt qua vòng phòng thủ vịnh. Vào ngày tấn công đầu tiên, tàu quét mìn Đức T 46 cùng tàu khu trục V 99 bị đánh chìm. Sang ngày 17 tháng 8, Nassau và Posen tham gia vào cuộc đấu pháo với Slava, bắn trúng ba phát vào con tàu Nga buộc nó phải rút lui. Sau ba ngày, các bãi mìn Nga được vớt sạch, và phân hạm đội tiến vào vịnh ngày 19 tháng 8, nhưng những báo cáo về sự xuất hiện của tàu ngầm Đồng Minh trong khu vực đã buộc lực lượng Đức rút khỏi vịnh một ngày sau đó.
Đô đốc Hipper sau này cho rằng:"Giữ những con tàu quý báu trong một thời gian đáng kể tại một khu vực giới hạn, mà hoạt động của tàu ngầm đối phương ngày càng gia tăng, với nguy cơ bị hư hại và mất mát tương ứng, chính là theo đuổi một canh bạc không cân xứng với ưu thế có được do chiếm được vịnh Riga trước khi thực sự chiếm được Riga về phía đất liền."

### Trận Jutland
Nassau đã tham gia Trận Jutland bất phân thắng bại vào ngày 31 tháng 5–1 tháng 6 năm 1916 trong thành phần Đội II của Hải đội Thiết giáp I. Trong hầu hết thời gian của trận chiến, Hải đội Thiết giáp I hình thành nên phần trung tâm của hàng chiến trận, phía sau Hải đội Thiết giáp III dưới quyền Chuẩn Đô đốc Behncke, và được nối gót bởi các thiết giáp hạm tiền-dreadnought già cỗi thuộc Hải đội Thiết giáp II của Chuẩn Đô đốc Mauve. Nassau là chiếc thứ ba trong nhóm bốn chiếc, đàng sau Rheinland và phía trước Westfalen, trong đó Posen là soái hạm của Hải đội. Tuy nhiên, khi Hạm đội Đức tái sắp xếp thành đội hình di chuyển ban đêm, trình tự các con tàu vô tình bị đảo ngược, nên Nassau trở thành chiếc thứ hai trong hàng, phía sau Westfalen.
Từ 17 giờ 48 phút đến 17 giờ 52 phút, mười một thiết giáp hạm dreadnought Đức, trong đó có Nassau, đã đối đầu và nổ súng vào Hải đội Tuần dương nhẹ 2 của Anh; mục tiêu của Nassau là tàu tuần dương Southampton. Nassau được tin là đã bắn trúng một phát vào Southampton ở khoảng cách 20.100 yd (18.400 m) lúc 17 giờ 50 phút, không lâu sau khi nó bắt đầu khai hỏa. Quả đạn pháo đã bắn trúng chéo qua mạn trái của Southampton, nhưng không gây hư hại đáng kể. Sau đó Nassau chuyển mục tiêu sang tàu tuần dương Dublin, nhưng đã ngừng bắn lúc 18 giờ 10 phút. Đến 19 giờ 33 phút, Nassau lọt trong tầm bắn của thiết giáp hạm Anh Warspite; các khẩu pháo của nó đã bắn trong một lúc, nhưng sau một cú quay 180 °Của Hạm đội Đức, chiếc tàu chiến Anh vượt ra ngoài tầm pháo.
Nassau và phần còn lại của Hải đội I lại đối đầu với lực lượng hạng nhẹ Anh không lâu sau 22 giờ 00, vốn bao gồm các tàu tuần dương hạng nhẹ Caroline, Comus và Royalist. Nassau nối tiếp theo chiếc tàu chị em Westfalen bẻ lái một góc 68° sang mạn phải để né tránh các quả ngư lôi có thể đã được phóng ra. Hai con tàu đã nả pháo nhắm vào Caroline và Royalist ở khoảng cách 8.000 yd (7.300 m). Các tàu chiến Anh quay đi trong một lúc trước khi quay lại phóng ngư lôi. Caroline bắn hai quả ngư lôi nhắm vào Nassau; một quả đi sát trước mũi và quả thứ hai băng qua dưới lườn tàu mà không phát nổ.
Khoảng nữa đêm ngày 1 tháng 6, hạm đội Đức tìm cách băng qua phía sau Hạm đội Grand Anh Quốc khi chúng bắt gặp một hàng tàu khu trục Anh. Nassau đối đầu với Spitfire, và trong cảnh hỗn loạn, đã tìm cách húc vào nó. Spitfire tìm cách né tránh, nhưng không thể cơ động đủ nhanh, và hai con tàu bị va chạm. Nassau ngắm các khẩu pháo 11 inch phía trước vào chiếc tàu khu trục, nhưng không thể hạ đủ thấp để bắn trúng; dù sao, vụ nổ của phát đạn pháo cũng phá hủy cầu tàu của Spitfire. Lúc đó, Spitfire có thể tách khỏi Nassau, mang theo nó một phần vách hông của Nassau dài 20 ft (6 m). Vụ va chạm làm hỏng một khẩu pháo 5,9 inch, để lại một lỗ hổng 3,5 m (11,5 ft) bên trên mực nước; làm chậm con tàu còn 15 knot cho đến khi nó có thể được sửa chữa. Trong hoạt động tác chiến đêm lộn xộn, Nassau bị bắn trúng hai phát đạn pháo 4 in (10 cm) từ các tàu khu trục Anh, làm hư hại đèn pha và gây tổn thất nhẹ.
Không lâu sau 01 giờ 00, Nassau và Thüringen đụng độ với tàu tuần dương bọc thép Anh Black Prince. Thüringen khai hỏa trước tiên, phá hủy Black Prince với tổng cộng 27 quả đạn pháo hạng nặng và 24 quả đạn pháo hạng hai. Nassau và Ostfriesland tham gia sau đó, rồi được nối gót bởi Friedrich der Grosse.
Black Prince trình bày một cảnh tượng khủng khiếp và kinh hãi khi nó bùng cháy dữ dội, và sau nhiều vụ nổ nhỏ, nó biến mất dưới làn nước cùng toàn bộ thủy thủ đoàn sau một tiếng nổ lớn.

Xác con tàu đắm nằm ngay trên hướng đi của Nassau; để né tránh, con tàu phải bẻ lái gắt về phía Hải đội Thiết giáp III. Con tàu đã cần phải chạy lui hết tốc độ để tránh va chạm với Kaiserin. Sau đó Nassau tụt lại một vị trí phía sau giữa hai thiết giáp hạm tiền-dreadnought Hessen và Hannover.
Vào khoảng 03 giờ 00, nhiều tàu khu trục Anh tìm cách tung một đợt tấn công bằng ngư lôi khác vào hàng chiến trận Đức. Lúc khoảng 03 giờ 10 phút, ba hoặc bốn tàu khu trục xuất hiện từ bóng đêm bên mạn trái của Nassau; ở khoảng cách từ 5.500 đến 4.400 yd (5.000–4.000 m), Nassau đã nả pháo vào chúng trong một lúc trước khi quay đi 90° để né tránh các quả ngư lôi có thể đã được phóng.
Sau khi quay về vùng biển nhà của Đức, Nassau cùng với các tàu chị em Posen, Westfalen và những chiếc Helgoland và Thüringen thuộc lớp Helgoland chiếm lấy những vị trí phòng thủ tại vũng biển Jadebusen trong đêm. Trong quá trình trận đánh, Nassau bị bắn trúng hai phát đạn pháo hạng hai, nhưng không gây hư hại nào đáng kể; và nó đã bắn 106 phát đạn pháo hạng nặng cùng 75 quả đạn pháo hạng hai. Nassau chịu đựng tổn thất tổng cộng 11 người thiệt mạng và 16 người khác bị thương. Việc sửa chữa nhanh chóng hoàn tất, và Nassau quay trở lại hạm đội vào ngày 10 tháng 7 năm 1916.

### Số phận
Sau khi Đức thua trận vào tháng 11 năm 1918, một phần đáng kể Hạm đội Biển khơi bị chiếm giữ tại Scapa Flow. Nassau cùng ba chiếc tàu chị em là những chiếc dreadnought cũ nhất không nằm trong danh sách bị lưu giữ, nên được phép ở lại các cảng Đức. Ngày 21 tháng 6 năm 1919, Chuẩn Đô đốc Ludwig von Reuter, do ấn tượng hiểu nhầm rằng Thỏa thuận Ngừng bắn sẽ hết hiệu lực vào trưa hôm đó, đã ra lệnh đánh đắm Hạm đội Đức để ngăn chúng không bị người Anh sở hữu. Kết quả là, bốn chiếc trong lớp Nassau được giao cho những cường quốc thắng trận thay thế cho những chiếc bị đánh chìm. Nassau được chuyển cho Nhật Bản vào ngày 7 tháng 4 năm 1920, nhưng họ không có nhu cầu sử dụng con tàu. Vì vậy họ đã bán nó vào tháng 6 năm 1920 cho hãng tháo dỡ Anh, và công việc được tiến hành tại Dordrecht.